# PTT Bangkok Open 2005
PTT Bangkok Open 2005 — жіночий професійний тенісний турнір, що проходив на відкритих кортах з твердим покриттям у Rama Gardens Hotel у Бангкоку (Таїланд). Це був перший турнір PTT Bangkok Open. Належав до турнірів 3-ї категорії в рамках Туру WTA 2005. Тривав з 10 до 16 жовтня 2005 року.

## Учасниці основної сітки в одиночному розряді

### Сіяні
| Країна    | Гравчиня         | Рейтинг1 | Сіяна |
| --------- | ---------------- | -------- | ----- |
| Росія     | Надія Петрова    | 9        | 1     |
| Чехія     | Ніколь Вайдішова | 21       | 2     |
| Аргентина | Хісела Дулко     | 34       | 3     |
| Японія    | Асагое Сінобу    | 36       | 4     |
| Індія     | Саня Мірза       | 37       | 5     |
| Іспанія   | Кончіта Мартінес | 39       | 6     |
| Франція   | Маріон Бартолі   | 45       | 7     |
| Ізраїль   | Шахар Пеєр       | 50       | 8     |

- 1 Рейтинг подано станом на 3 жовтня 2005

### Інші учасниці
Нижче наведено учасниць, які отримали вайлд-кард на участь в основній сітці:
- Вірхінія Руано Паскуаль
- Сучанун Віратпрасерт

Нижче наведено гравчинь, які пробились в основну сітку через стадію кваліфікації:
- Мелінда Цінк
- Стефані Форец
- Сє Шувей
- Обата Саорі

Такі тенісистки потрапили в основну сітку як a щасливий лузер:
- Мартіна Мюллер
- Шенай Перрі

## Учасниці основної сітки в парному розряді

### Сіяні
| Країна    | Гравчиня               | Рейтинг1 | Країна    | Гравчиня                | Рейтинг1 | Сіяна |
| --------- | ---------------------- | -------- | --------- | ----------------------- | -------- | ----- |
| Іспанія   | Кончіта Мартінес       | 16       | Іспанія   | Вірхінія Руано Паскуаль | 1        | 1     |
| Японія    | Асагое Сінобу          | 28       | Аргентина | Хісела Дулко            | 46       | 2     |
| Австралія | Ліза Макші             | 77       | Австралія | Бріанн Стюарт           | 22       | 3     |
| Іспанія   | Нурія Льягостера Вівес | 68       | Венесуела | Марія Венто-Кабчі       | 36       | 4     |

- 1 Рейтинг подано станом на 3 жовтня 2005

### Інші учасниці
Нижче наведено пари, які отримали вайлдкард на участь в основній сітці:
- Нудніда Луангам /  Тамарін Танасугарн

Нижче наведено пари, що пробились в основну сітку через стадію кваліфікації:
- Рьоко Фуда /  Міхо Саекі

## Переможниці

### Одиночний розряд
- Ніколь Вайдішова —  Надія Петрова, 6–1, 6–7(5–7), 7–5

Для Вайдішової це був 5-й титул за кар'єру й третій підряд титул за три тижні, після Сеула і Токіо.

### Парний розряд
- Асагое Сінобу /  Хісела Дулко —  Кончіта Мартінес /  Вірхінія Руано Паскуаль, 6–1, 7–5